# 前田忠明
前田 忠明（まえだ ただあき、1941年5月15日 - 2022年9月28日）は、日本の芸能リポーター。
愛称は前忠（まえちゅう）・本名の「ただあき」を音読みした「ちゅうめい」。従って「ちゅうめい」は愛称であり、本名は「ただあき」と読む。
北海道空知郡岩見沢町（現・岩見沢市）出身。1980年4月から2020年3月まで長きに渡りフジテレビと専属契約を結び、「フジテレビ芸能デスク」の肩書きで活動してきた。

## 経歴
北海道空知郡岩見沢町（現岩見沢市）生まれ。北海道岩見沢東高等学校、明治大学文学部演劇学科卒業。1970年、『女性自身』（光文社）の記者となり、主に芸能記事を担当。1980年、芸能リポーターとしてテレビに転身し、フジテレビと専属契約を結んだ。2020年3月にフジテレビとの専属契約は解除された。2022年9月28日午後2時20分頃に自宅で転倒、都内の病院に救急搬送されたが、同日午後4時半頃くも膜下出血のため死去。81歳没。約3か月後の同年12月19日に明らかになった。

## 人物
- 同業者だった梨元勝とは取材方法や芸能ニュースへのスタンスの違いから、“天敵”、“犬猿の仲”と言われたが、前田自身は否定している。前田は梨元が死去した際、かつて梨元から「仲が悪いようにしていた方が面白いんじゃない」と提案された、と述べていた[3]。
- 『小川宏ショー』（フジテレビ）以来、フジテレビ専属契約として、同局のワイドショーに出演。フジテレビ系列局（関西テレビ、テレビ西日本など）にも出演した。
- 趣味は釣り。それゆえか、「これまでにない釣り番組を作りたい」という願望があった（フジテレビ公式サイトでのキャスタープロフィールより）。
- 2008年9月25日放送の『とくダネ!』（フジテレビ）の終盤に、一時的な休養（約3週間）を宣言した。理由として大動脈瘤のバイパス手術の為と本人から説明があった[4]

## 出演番組
報道・情報番組
| 期間           | 期間           | 番組名                                       | 役職                                     |
| -------------- | -------------- | -------------------------------------------- | ---------------------------------------- |
| 1980年4月      | 1982年3月31日  | 小川宏ショー（フジテレビ）                   | リポーター                               |
| 1982年4月1日   | 1999年3月31日  | おはよう!ナイスデイ→ナイスデイ（フジテレビ） | 芸能デスク担当                           |
| 1988年4月4日   | 1993年9月30日  | TIME3 タイム・スリー（フジテレビ）           | 芸能解説担当                             |
| 1993年10月1日  | 1994年9月30日  | タイムアングル（フジテレビ）                 | 芸能解説担当                             |
| 1995年10月2日  | 1999年3月31日  | ビッグトゥディ（フジテレビ）                 | 芸能解説担当                             |
| 1997年10月5日  | 降板時期不明   | スーパーナイト（フジテレビ・関西テレビ）     | 番組コーナー『ワイドショー一番出し』担当 |
| 1999年4月1日   | 2018年3月30日  | 情報プレゼンター とくダネ!（フジテレビ）     | 芸能デスク担当                           |
| 1999年4月1日   | 2000年3月31日  | 2時のホント（フジテレビ）                    | 芸能解説担当                             |
| 2000年7月7日   | 2004年3月26日  | 2時ドキッ!（関西テレビ）                     | 金曜日パネラーでのコメンテーター         |
| 2004年4月2日   | 2005年12月23日 | 2時ワクッ!（関西テレビ）                     | 金曜日パネリスト出演                     |
| 2006年1月13日  | 2006年3月31日  | F-CUBE（関西テレビ）                         | 金曜日パーソナリティー                   |
| 2006年10月6日  | 2008年9月26日  | 情報レシピ ニジ☆ゴジ（テレビ西日本）         | 番組コーナー『忠明の芸能ゲッチュウ』担当 |
| 2009年10月15日 | 2011年4月1日   | あっぷ&UP!（関西テレビ）                     | 木・金曜日レギュラー出演                 |

ラジオ番組・その他
- 『鬼平犯科帳・第8シリーズ・第9話「さらば鬼平犯科帳」（スペシャル）』（フジテレビ、1998年6月10日） - 浪人 役
- 小倉智昭のラジオサーキット（ニッポン放送）ゲスト出演

## 出演映画
- 釣りバカ日誌イレブン（松竹、2000年）- 釣り客 役

## 著作
- 大原麗子 炎のように（2011年7月、青志社、ISBN 978-4-905042-25-9）
- アイドルと病（2012年10月、メディアファクトリー、メディアファクトリー新書、ISBN 4840134383）

## 前田忠明を演じた俳優
- 林泰文（女優 麗子〜炎のように、2013年3月6日、テレビ東京）